# コマンチェ

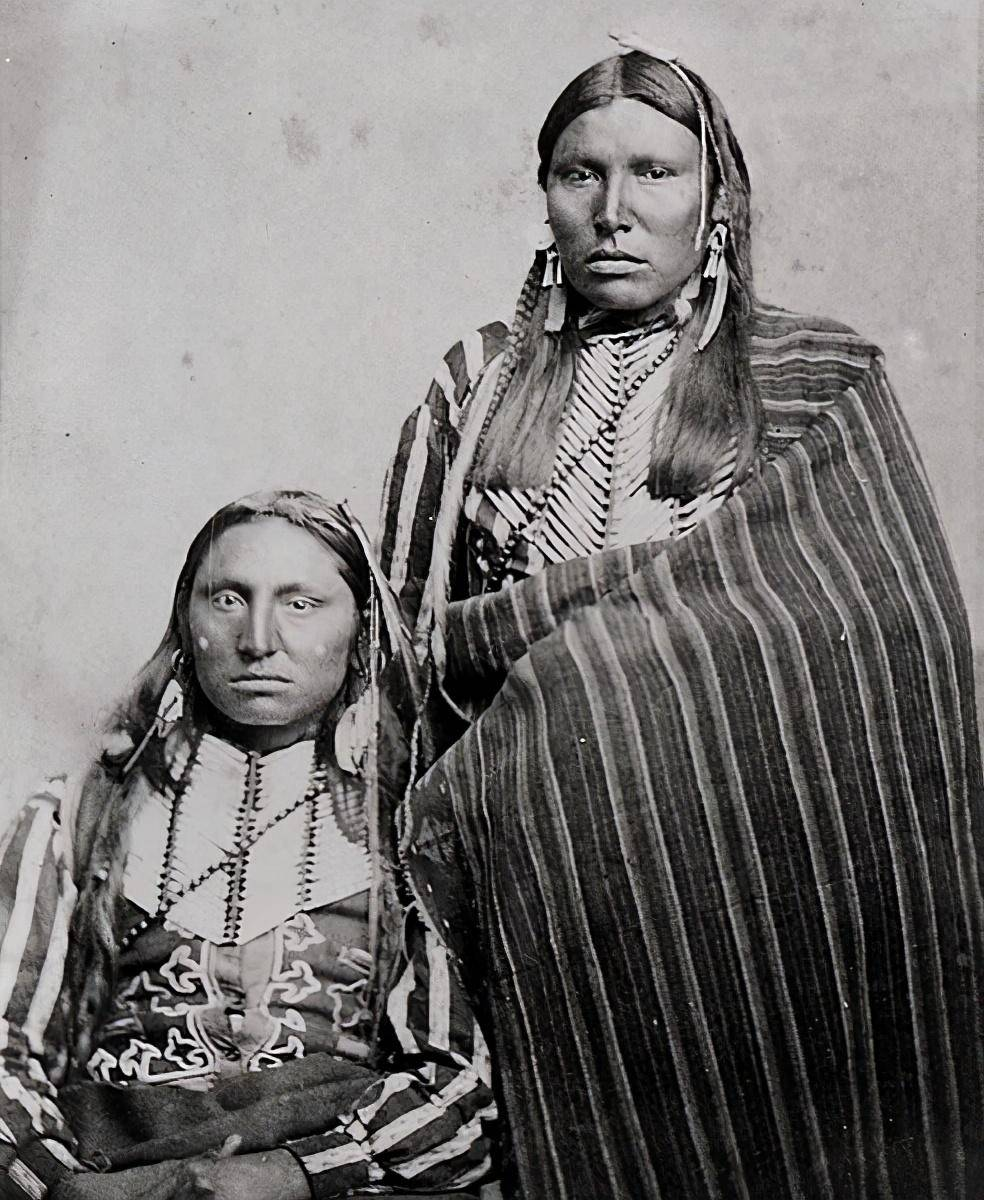
コマンチェの戦士（1867–1874年頃）

コマンチェ族(コマンチ族とも言う、Comanche)は、歴史的にコマンチェリアと呼ばれる範囲に住んでいたインディアン部族である。その範囲は、現在のニューメキシコ州東部、コロラド州南部、カンザス州南部、オクラホマ州全域、テキサス州の北部と南部の大部分にわたる。かつては2万人ほどのコマンチェがいたが、現在のコマンチェ・ネーションはおよそ１万人で構成されており、その半分はロートンを中心にオクラホマ州に住んでいる。残りの人口はテキサス州、カリフォルニア州、ニューメキシコ州に集中している。

## 名前の由来
コマンチェの名前の由来には様々な説明がある。恐らく最も多くの人の間で受け入れられているのは、ユト語 (Ute dialect) で「人々」を意味する"Kohmahts"のスペイン語訛り、"Komantcia"に由来するという説である。"Kohmahts"は、「敵」「戦いを望む人々」「敵対する人々」または「よそ者」など、いろいろな言葉に翻訳される。もう一つの説として、スペイン語で「幅広い道」を意味する"camino ancho"から来ているとする説もある。初期のフランス人とアメリカ人の探検家は、コマンチェを「Padouca(またはPaducah)」として知っており、これはスー語での彼らの呼び名である。
コマンチェが自身を呼ぶ名前は複数形で"Numunuu"で、これは「蛇のように腹の上を這う」を意味している。単数形の場合は、“Numu” となる。

## 言語
コマンチェ語はユト・アステカ語族に属し、ショショーニ語の方言と位置づけられることがある。

## 歴史
- もともとはショショーニ族であり、18世紀に彼らと別れた一団が、南部大平原に移動し、コマンチとなった。18世紀末、メキシコ経由でスペイン人が馬を持ち込んだとき、いち早くその重要性に気づいたのはコマンチだった。好戦的な略奪部族である彼らは馬を得て、典型的なホース・インディアンとなった。
- 彼らは他部族をさらって奴隷とし、サンタフェに交易に来るスペイン人に売りつけ、馬と交換して一大騎馬民族となっていった。テキサス界隈の他部族や白人からの馬を始めとする物資と人員の略奪、そしてそれら物資と奴隷のスペイン人相手の売買が、バッファロー狩りと併せた19世紀コマンチの生業だった。
- 馬を得た彼らは南部大平原にいたアパッチ族を南西部に追いやり、他部族のほとんどを追い払って南部を制圧した。また、カイオワ族などと同盟を組んで、スペイン人の北上を阻止した。
- 20世紀になると、陸軍はコマンチの特別部隊を用意し、その戦闘能力を利用した。
- 第二次世界大戦中は、英語を部族語に翻訳して連絡を取る暗号話者として活動した者も存在する。ノルマンディー上陸作戦時など、暗号を翻訳している余裕がない最前線などでは重用された[1]。

## 文化
- 16の支族を持つ。
- ティピーを伝統的な住居とし、羽根冠（ウォー･ボンネット）で盛装する、典型的な平原インディアンである。
- コマンチは平原部族の中で、最も馬盗みと馬の扱いに長けた部族と言われた。画家ジョージ・カトリンは当時、「世界中の民族でも、コマンチほどの馬の乗り手はいない。足で立ったコマンチは捉まる枝のない猿みたいに様にならないが、一度馬に手をかければきりりとし、別人になってしまう」と評している。

## コマンチェ最後の大酋長、クアナ
- コマンチェで最も偉大な指導者は、コマンチェと白人女との混血のクアナ酋長である。母の姓をつけ「クアナ・パーカー」と呼ばれるが、クアナはこの白人の呼び名を非常に嫌い、「クアナ（薫り高いという意味）」とのみ自称した。
- 自身勇猛な戦士として略奪部隊を率いたが、19世紀末、ララミー砦条約による白人の保留地政策を受け入れた。コマンチの開化に尽力し、「ネイティブ･アメリカン教会」の始祖としても知られる。生涯、伝統的なコマンチェとして生き、彼が死んだのちには、その栄誉を称え、コマンチェは以後「酋長（チーフ）」の名称をコマンチェ族から廃止した。クアナが「コマンチェ最後の酋長」と呼ばれるのはこのためである。